# Fotolib
Fotolib est une agence de presse d’actualité photographique créée le 9 octobre 1973 et qui a cessé toute activité le 15 novembre 1980. Elle a été créée pour fournir en images le quotidien Libération et permettre à plusieurs groupes de photojournalistes de mutualiser leurs moyens.

## Histoire
L’agence de presse Fotolib est dirigée de sa création à sa fermeture en 1980 par Gérard Bois dit Gérard-Aimé, photojournaliste.
Elle regroupe à ses débuts des photographes de l’Agence de presse Libération (APL), des photographes pigistes au quotidien naissant Libération et des photojournalistes indépendants dont plusieurs membres du collectif Boojum Consort.
Les membres fondateurs, tous photographes, sont : Gérard Bois (PDG), Francine Bajande, Danielle Guardiola-Puech Jean-François Grognard, Caroline Lespinasse, Didier Maillac, Christian Poulin, Michel Puech, Christian Rausch, Marc Sémo, Christian Weiss. Serge July représente au sein du conseil d'administration le quotidien Libération.
À sa naissance, un manifeste est publié dans Libération dans lequel on peut lire :
« 
Nous entendons répondre à de nouveaux besoins d’information dans le domaine de la photographie d’actualité, qui se sont effectivement développés depuis mai 68, à mesure que ceux qui luttent pour leur liberté et pour leur bonheur à tous les échelons de cette société, multiplient les initiatives.
Cette agence est à la mesure de la crise qui travaille la France. La démocratie c’est l’information pour tous. Et l’information c'est aussi la photographie d'actualité.
FOTOLIB comme photo Libération, FOTOLIB a logiquement trouvé sa place dans le vaste mouvement autour du quotidien Libération, mouvement pour une information libre. Libération soutient, aide FOTOLIB en utilisant largement ses photos. Sans être marié on peut être de la même famille.
FOTOLIB est une agence autonome. quotidien Libération, les autres quotidiens et les hebdomadaires, les journaux -étrangers, jusqu’aux militants, aux groupements en lutte qui organisent des expositions.
FOTOLIB est une agence. Elle vendra à tous ceux qui en feront la demande. Sauf… sauf que FOTOLIB ne vendra pas à tout prix. Respecter le point de vue des photographiés sera non seulement le souci des photographes mais de toute l’agence, et cela jusqu’à la diffusion des documents. Bref nous ne vendrons pas aux organes fascistes, pour que les choses soient claires.
Cette agence veut rassembler autour d’elle, tous les photographes, qui veulent avoir un contrôle sur leurs photos, qui veulent pouvoir s’exprimer librement, sans contrainte.
Si FOTOLIB est une agence de photographes professionnels, elle entend aussi diffuser les clichés des photographes d’occasion, grévistes, amateurs qui saisissent l’évènement. Ces réseaux de photographes sont très importants pour nous. Une partie de l'information en dépend.
Enfin FOTOLIB est une agence de photographes dont la photographie est le métier. Toutes les conditions sont réalisées pour que cette agence puisse vivre, c’est-à-dire s’autofinancer et être un instrument pour tous ceux -qui veulent voir la vérité.
 »

## Organisation
L’agence Fotolib a été créé sous forme de société anonyme en coopérative ouvrière de production (SCOP), tous les membres fondateurs ayant une voix lors des assemblées générales. Le quotidien Libération disposait d’une part, représenté par Serge July.
La direction générale et la rédaction en chef furent assumées par Michel Puech (1973-1974), Pierre Assouline (1974-1975) puis Francis Zamponi (1975-1978).
Né du courant post-mai 68, la gestion de l’agence était collective et connu de nombreuses vicissitudes notamment en raison de l'opposition entre la tendance "maoïste" et les photojournalistes professionnels. Ainsi au moment de la mort du Président Pompidou, une partie de la rédaction bloqua le laboratoire de développement pour marquer son opposition à la diffusion de reportages concernant cet évènement.
L’agence fut également victime le 18 octobre 1975, d’un attentat supposé d’origine extrême-droite[réf. nécessaire] qui endommagea les locaux.
Outre les fondateurs de nombreux photographes ont fait leurs débuts à l’agence Fotolib: notamment Yan Morvan, Alain Mingam, Pierre Abramovici etc.  
Les reportages photographiques de Jean-Pierre Pappis, aujourd'hui directeur de l'agence de presse Polaris images à New York, ont été diffusés par cette agence.